# Vía perforante
En el cerebro, la vía perforante provee una ruta conexional desde la corteza entorrinal a todas las capas de la formación hipocampal, incluyendo el giro dentado, todas las capas CA (incluyendo CA1) y el subiculum.
Aunque arriba principalmente desde las capas entorrinales II y III, comprende un componente menor que se origina en las capas V y VI más profundas. Hay una dicotomía con respecto al origen laminar y a la distribución laminar relacionada: las neuronas en la capa II (y posiblemente en la capa VI) proyectan hacia el giro dentado y CA3, mientras que las células de la capa III (y posiblemente de la capa V) proyectan a CA1 y el subiculum.
- Datos: Q6165338